# Вальберг, Иван Иванович (1859)
Ива́н Ива́нович Ва́льберг (4 [16] октября 1859 — 21 сентября 1918, Вохоново, Петроградская губерния) — русский генерал-лейтенант, начальник Павловского военного училища, военный историк и писатель.

## Биография
Происходил из дворян шведского происхождения. Православного вероисповедания. Из офицерской семьи, сын Ивана Ивановича (1825—1887) и Марии Ивановны Вальбергов; правнук артиста балета, балетмейстера и педагога Ивана Ивановича Вальберга (Вальберх, 1766—1819).

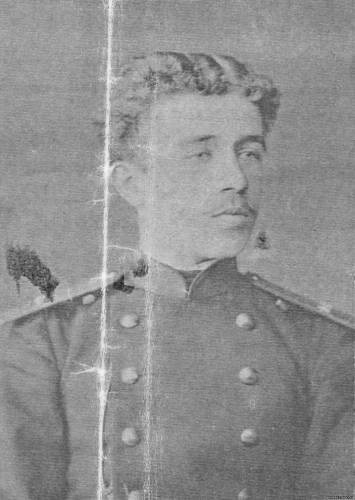
Подпоручик И. И. Вальберг (1878)

В 1876 году окончил 1-ю Санкт-Петербургскую военную гимназию и 16 августа того же года поступил юнкером рядового звания в 1-е военное Павловское училище. По окончании училища 16 апреля 1878 года был выпущен из него подпоручиком с зачислением по армейской пехоте и прикомандирован к лейб-гвардии Резервному полку. В чине прапорщика гвардии (от 25 мая 1879) был переведён 26 мая в лейб-гвардии Павловский полк. 17 апреля 1883 года был присвоен чин подпоручика. В 1884 году окончил Николаевскую академию Генерального штаба по 2-му разряду. 24 марта 1885 был произведён в поручики, 9 апреля 1889 ― в штабс-капитаны, 28 марта 1893 ― в капитаны, 18 апреля 1899 ― в полковники.
Во время службы в лейб-гвардии Павловском полку Вальберг в течение 9 лет, 9 месяцев и 13 дней командовал ротой. В течение 4 лет, 10 месяцев и 3 дней командовал батальоном. 7 марта 1904 года был назначен командиром 91-го Двинского пехотного полка. 24 ноября 1908 года за отличие по службе был произведён в генерал-майоры с назначением командиром 2-й бригады 41-й пехотной дивизии. С 2 апреля 1910 ― командир 1-й бригады 37-й пехотной дивизии.
26 января 1914 года Вальберг был назначен начальником Павловского военного училища. 6 декабря 1914 года произведён в генерал-лейтенанты.
В 1917 году руководство Павловского военного училища и его юнкера не поддержали Февральскую революцию и, ввиду этого, 28 февраля от имени Временного комитета Государственной думы эсером старшим лейтенантом В. Н. Филипповским Вальбергу было направлено приказание сдать вверенное ему училище в распоряжение ВКГД и ожидать дальнейших распоряжений Военной комиссии, «для чего явиться в означенную комиссию». Однако Вальберг не спешил покидать свой пост. Как сообщалось в газете «Известия» от сентября того же года

«На первом месте среди училищ по своей контр-революционности стоит Павловское военное училище. Это известно всем <…> до сих пор все остается по старому <…> Почему, например, нач-к училища, ген. Вальберг, прислужник Николая Романова и ставленник Сухомлинова не увольняется, несмотря на настояния следственной комиссии и комиссара В.Ц.И.К.? Почему остаются на местах остальные преподаватели училища, открытые контр-революционеры?»
1 октября 1917 года, видимо под давлением следственной комиссии ВЦИК, образованной вследствие Корниловского выступления, Вальберг всё же сдал должность начальника Павловского военного училища и 25 октября был зачислен в резерв чинов при штабе Петроградского военного округа с прикомандированием к Главному управлению военно-учебных заведений. Вскоре он был арестован как один из организаторов Юнкерского выступления 29 октября и помещён в Трубецкой бастион Петропавловской крепости. В ноябре Вальберг, как и другие участники выступления, включая бывших начальников военных училищ и юнкеров, был освобождён и, вероятно, восстановлен в прежней должности, но, за сокращением штата в ГУВУЗ, 20 февраля 1918 года он был отстранён от неё и уволен от службы.
21 сентября 1918 года Иван Вальберг умер в имении Вохоново близ ж/д станции Елизаветино в Санкт-Петербургской губернии. Могила его не сохранилась.

## Литературная деятельность
Будучи штабс-капитаном лейб-гвардии Павловского полка, Вальберг в соавторстве с того же полка штабс-капитаном Н. Н. Кареповым в 1890 году составил 2-ю часть «Истории лейб-гвардии Павловского полка. 1790—1890».

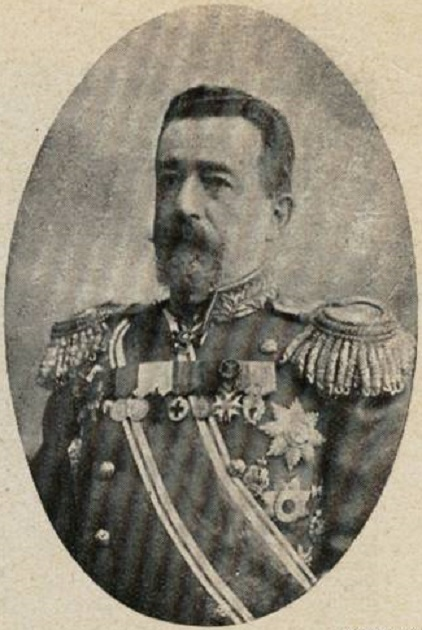
Генерал-лейтенант И. И. Вальберг на должности начальника Павловского военного училища. Газета «Новое время» (15 февраля 1914)

Также являлся автором ряда статей по военной истории, военной психологии, педагогике и стратегии, в таких журналах как «Военный сборник», «Нива», «Всемирная иллюстрация» и др.

## Награды
российские
- Орден Святого Станислава 3-й степени (1891)
- Орден Святой Анны 3-й степени (1894)
- Орден Святого Станислава 2-й степени (1897)
- Орден Святой Анны 2-й степени (1901)
- Орден Святого Владимира 4-й степени (1905)
- Орден Святого Владимира 3-й степени (1906)
- Орден Святого Станислава 1-й степени (1911)
- Орден Святой Анны 1-й степени (ВП 22.03.1915)
- Орден Святого Владимира 2-й степени (ВП 10.04.1916)

иностранные
- Золотой орден Восходящей звезды 3-й степени (Бухара, 1893)
- Офицер ордена Академических пальм (Франция, 1896)
- Офицерский крест ордена Почётного легиона (Франция, 1904)

## Семья
Бабушка — София Петровна Ленц, дочь Фридриха Давида Ленца, внучка Христиана Давида Ленца и правнучка Майкла Эвальда Неокнаппа.
Дед — Ива́н Ива́нович Ва́льберх, русский артист балета, балетмейстер, педагог.
Отец — Ива́н Ива́нович Ва́льберг, русский генерал-майор, военный инженер.
Жена — Наталья Фёдоровна, урождённая Шульц (1869—1934).
Дети:

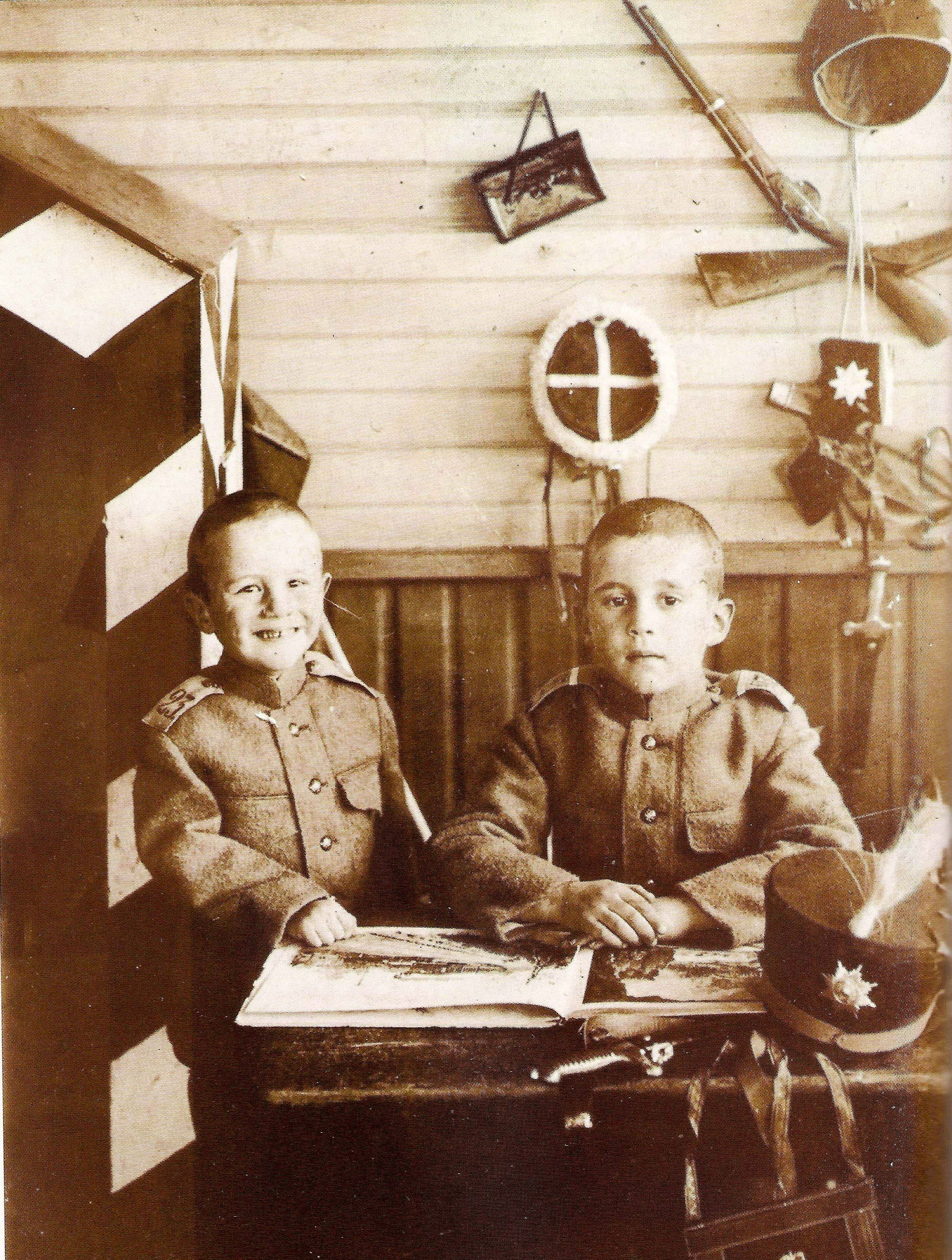
Сыновья И. И. Вальберга ― Михаил и Иван.

- Наталья (1895—1980) — жена офицера лейб-гвардии Преображенского полка. Осталась в Советской России. Статистик в Областном финансовом отделе в Ленинграде[7]. В декабре 1930 года арестована по делу «Весна» («преображенец»)[8], приговорена к 10 годам ИТЛ и отправлена в Вишерлаг. В марте 1934 года освобождена «за ударную работу» и была отправлена вольнонаёмной в Красновишерск. По состоянию на август 1936 года находилась там же[9][10].
- Иван (1901—1969) — паж Пажеского корпуса. В Гражданскую войну в ВСЮР в лейб-гвардии Гренадерском полку, участник Бредовского похода. 20 июля 1920 эвакуирован в Югославию. 8 сентября прибыл в Крым[8], где состоял офицером связи для поручений штаба главнокомандующего Русской армии в Крыму. С того же года в эмиграции, проживал в Германии. Во 2-ю Мировую войну служил в немецкой армии офицером для связи с формированиями Русского корпуса.
- Михаил (1903—2000) — последний из выпускников Пажеского корпуса, остался в Советской России.
- Нина (1907—1961)
- Николай (1914—?)